# Tabaré Viudez
Tabaré Uruguay Viudez Mora (ur. 8 września 1989 w Montevideo) – urugwajski piłkarz występujący na pozycji pomocnika lub skrzydłowego.

## Kariera
Tabaré Viudez urodził się w Montevideo. Występował w Mistrzostwach Świata U-20 w reprezentacji Urugwaju. Przez dwa sezony występował w urugwajskim Defensor Sporting, gdzie 25 czerwca 2008 zdobył Mistrzostwo Urugwaju. Po udanym sezonie przeniósł się do włoskiego AC Milan. Debiut zaliczył w wygranym meczu przeciwko Atalancie Bergamo zmieniając w 93 minucie Davida Beckhama. 28 sierpnia rozwiązał kontrakt z Milanem. W barwach Rossonerich zagrał 1 mecz w pierwszym zespole, a w Primaverze 13 występów i 2 gole. W 2009 powrócił do Defensoru Sporting, a w 2010 roku podpisał kontrakt z Américą, skąd został wypożyczony do Necaxy, a następnie do Nacionalu.